# Lugo-di-Nazza
Lugo-di-Nazza (kors. U Lugu di Nazza) – miejscowość i gmina we Francji, w regionie Korsyka, w departamencie Górna Korsyka.
Według danych na rok 1990 gminę zamieszkiwało 105 osób, a gęstość zaludnienia wynosiła 4 osoby/km².